# Seznam dílů seriálu Druhá šance
Toto je seznam dílů seriálu Druhá šance. Americký kriminální televizní seriál Druhá šance měl premiéru na stanici Fox.

## Přehled řad
| Řada | Díly | Premiéra v USA | Premiéra v USA  | Premiéra v ČR     | Premiéra v ČR  |
| Řada | Díly | První díl      | Poslední díl    | První díl         | Poslední díl   |
| ---- | ---- | -------------- | --------------- | ----------------- | -------------- |
| 1    | 11   | 13. ledna 2016 | 25. března 2016 | 28. prosince 2016 | 8. března 2017 |

## Seznam dílů

### První řada (2016)
| Č. v seriálu | Původní název                                       | Český název         | Režie              | Scénář                         | Premiéra v USA  | Premiéra v ČR     |
| ------------ | --------------------------------------------------- | ------------------- | ------------------ | ------------------------------ | --------------- | ----------------- |
| 1            | A Suitable Donor                                    | Vhodný dárce        | Michael Cuesta     | Rand Ravich                    | 13. ledna 2016  | 28. prosince 2016 |
| 2            | One More Notch                                      | Další zářez         | Tim Busfield       | Rand Ravich                    | 20. ledna 2016  | 4. ledna 2017     |
| 3            | From Darkness, the Sun                              | Z temnoty ke Slunci | Adam Kane          | Donald Todd                    | 29. ledna 2016  | 11. ledna 2017    |
| 4            | Admissions                                          | Přijímající komise  | Brad Turner        | Gwendolyn M. Parker            | 5. února 2016   | 18. ledna 2017    |
| 5            | Scratch That Glitch                                 | Chyba               | Felix Alacla       | Richard Hatem                  | 12. února 2016  | 25. ledna 2017    |
| 6            | Palimpsest                                          | Palimpsest          | Sarah Pia Anderson | Allison Miller                 | 19. února 2016  | 1. února 2017     |
| 7            | That Time in the Car                                | Tenkrát v autě      | John Stuart Scott  | Far Shariat                    | 26. února 2016  | 8. února 2017     |
| 8            | May Old Acquaintance Be Forgot                      | Stará známá         | Jennifer Lynch     | Gabriel Llanas                 | 4. března 2016  | 15. února 2017    |
| 9            | When You Have to Go There, They Have to Take You In | Druhý vkříšený      | Kate Dennis        | Rand Ravich                    | 11. března 2016 | 22. února 2017    |
| 10           | Geworfenheit                                        | Osobní záležitost   | Paul Edwards       | Richard Hatem a Allison Miller | 18. března 2016 | 1. března 2017    |
| 11           | Gelassenheit                                        | Svědomí             | Brad Turner        | Rand Ravich a Howard Gordon    | 25. března 2016 | 8. března 2017    |